# 埼玉県立川口工業高等学校
埼玉県立川口工業高等学校（さいたまけんりつかわぐちこうぎょうこうとうがっこう）は、埼玉県川口市南前川にある工業高等学校である。男女共学。略称は「川工（かわこう）」。

## 沿革
- 1937年（昭和12年）1月：埼玉県立川口工業学校開校・機械科設置
- 1948年（昭和23年）4月：電力科（現在の電気科）・電気通信科（現在の情報通信科）を設置。
- 1956年（昭和31年）4月：電力科から電気科に学科変更。
- 1963年（昭和38年）4月：電気通信科から電子科に学科変更。
- 2005年（平成17年）4月：電子科から情報通信科に学科変更。

## 設置課程・学科

### 全日制（学年制・単位制）
- 機械科
- 電気科
- 情報通信科

### 定時制（単位制）
- 工業技術科

## クラブ

### 部
- 野球部（1977年夏に第59回全国高等学校野球選手権大会へ出場）
- サッカー部（第44回全国高等学校サッカー選手権大会出場）
- 自転車部
- 機械研究部
- バスケットボール部
- 陸上競技部
- バレーボール部
- 柔道部
- 水泳部
- 卓球部
- 山岳部
- 弱電部
- 硬式テニス部
- バドミントン部
- コンピュータ部
- 科学部
- 掃除部[1]

### 同好会
- 放送同好会
- 剣道同好会
- ハンドボール同好会
- 漫画創作研究同好会
- 軽音楽同好会

### 愛好会
- 電気研究愛好会
- 掃除愛好会
- ボランティア愛好会
- ボウリング愛好会
- 女子テニス愛好会
- 空手道愛好会

## 著名な出身者
- 飯塚繁雄：人権活動家
- 榎本忠儀：中央大学名誉教授、IEEE終身フェロー、電気課程卒業(1962年3月)
- 岡安泰樹：俳優
- 小澤さとる：漫画家
- 駒崎幸一：元プロ野球選手（1980年西武ドラフト外）
- 北原泰二：元プロ野球選手（1989年西武ドラフト6位）
- 三好正晴：元プロ野球選手（1991年巨人ドラフト5位）
- 輝咲翔：実業家
- 名倉隆：政治家、元鳩ヶ谷市（現・川口市）長

## 交通
- JR京浜東北線蕨駅東口より徒歩20分
- JR京浜東北線西川口駅東口より徒歩17分または国際興業バス西川08上青木循環(イオンモール川口キャラ先行/川口市立高校先行）川口工業高校入口下車徒歩5分

西川06地蔵橋・医療センター経由新井宿駅・西川07東浦和駅・西川07-2東浦和駅経由鳩ヶ谷車庫・西川11網代橋・地蔵橋循環六円橋下車徒歩7分
- JR武蔵野線東浦和駅よりバス・西川07/西川07-2西川口駅東口行六円橋下車

## その他

### ロケ撮影
- 2011年4月24日から7月3日までテレビ朝日系列の『日曜ナイトプレミア』枠で放送された、武井咲主演のテレビドラマ『アスコーマーチ〜明日香工業高校物語〜』以降、ロケーション撮影に使用されている。他の例としては、剛力彩芽主演の日本テレビ系ドラマ『ティーンコート』の第8話・第9話、『私立バカレア高校』、大野智主演のフジテレビ系ドラマ『鍵のかかった部屋』の第5話の撮影現場として使用された。

- 2013年、40代の男性教員が修学旅行前、担任するクラスの生徒から集めた日本国旅券28冊のうち1冊を紛失。男子生徒1人が修学旅行に参加出来なかった[2]。